# For Those About to Rock We Salute You
For Those About to Rock We Salute You — студійний альбом австралійського хард-рок гурту AC/DC, презенований 23 листопада 1981 року. Сьомий міжнародний студійний альбом гурту та восьмий, виданий в Австралії.
For Those About to Rock було продано тиражем у понад 4 мільйони копій у США. Це перший альбом гурту, який досяг першого місця в хіт-параді Billboard 200. Диск очолював американські чарти протягом трьох тижнів, в цьому ж році група виступала хедлайнерами на фестивалі в Донінгтоні. Два сингли з цього альбому - «For Those About To Rock (We Salute You)» і «Let’s Get It Up» потрапили в англійську двадцятку. У 2003 році альбом був перевиданий як частина AC/DC remasters.
Третій і останній альбом групи, продюсером якого є Роберт Ланж.

## Список композицій
Всі пісні написані Ангусом Янгом, Малколмом Янгом і Браяном Джонсоном
| #   | Назва                                     | Тривалість |
| --- | ----------------------------------------- | ---------- |
| 1.  | «For Those About to Rock (We Salute You)» | 5:44       |
| 2.  | «Put the Finger on You»                   | 3:25       |
| 3.  | «Let's Get It Up»                         | 3:54       |
| 4.  | «Inject the Venom»                        | 3:30       |
| 5.  | «Snowballed»                              | 3:23       |
| 6.  | «Evil Walks»                              | 4:23       |
| 7.  | «C.O.D.»                                  | 3:19       |
| 8.  | «Breaking the Rules»                      | 4:23       |
| 9.  | «Night of the Long Knives»                | 3:25       |
| 10. | «Spellbound»                              | 4:30       |

## Музиканти
- Браян Джонсон — вокал
- Анґус Янґ — електрогітара
- Малколм Янґ — ритм-гітара, бек-вокал
- Вільямс Кліфф — бас-гітара, бек-вокал
- Філ Радд — барабани

## Чарти

### Альбом
| Країна | Рік             | Чарт                                      | Місце |
| ------ | --------------- | ----------------------------------------- | ----- |
| 1981   | США             | US Billboard The 200 Albums Chart         | 1     |
| 1981   | Австралія       | Australian Kent Music Report Albums Chart | 3     |
| 1981   | Велика Британія | UK Albums Chart                           | 3     |
| 1981   | Швеція\|        | Sverigetopplistan                         | 9     |
| 1981   | Нідерланди      | Mega Album Top 100                        | 9     |
| 1982   | Австрія         | Austrian Albums Chart                     | 7     |
| 1981   | Норвегія        | VG-lista                                  | 6     |
| 2008   | Іспанія         | Spanish Albums Chart                      | 75    |
| 1981   | Нова Зеландія   | New Zealand Albums Chart                  | 6     |

### Сингли
| Рік  | Сингл                                   | Чарт                           | Місце |
| ---- | --------------------------------------- | ------------------------------ | ----- |
| 1982 | «Lets Get It Up»                        | Велика Британія UK Pop Singles | 13    |
| 1982 | «For Those About To Rock We Salute You» | Велика Британія UK Pop Singles | 15    |

## Продажі
| Країна          | Продажі   | Статус        |
| --------------- | --------- | ------------- |
| США             | 4,000,000 | 4x Платиновий |
| Велика Британія | 100,000   | Золотий       |
| Німеччина       | 200,000   | Платиновий    |